# Software in the Public Interest
Software in the Public Interest, Inc. (SPI) — некомерційна організація, яку створив Брюс Перенс 1997 року з метою допомогти іншим організаціям створювати і поширювати вільне програмне забезпечення і відкриті апаратні рішення. Будь-яка людина має право подати заявку на членство в організації.
2007 року Фонд Вікімедіа обрав SPI як незалежного нейтрального партнера для проведення виборів до Ради піклувальників. До 2011 року вибори й найважливіші опитування, організовані Фондом Вікімедіа, проводилися на захищених серверах цієї організації.

## Пов'язані проєкти
33 проєкти пов'язані зі SPI:
- 0 A.D. — вільна тривимірна гра в жанрі історичної стратегії в реальному часі;
- ankur.org.in — група волонтерів, які займаються локалізацією і інтернаціоналізацією, метою яких є поліпшення підтримки бенгальської мови у вільному і відкритому програмному забезпеченні ;
- aptosid[ru] — дистрибутив Linux, заснований на Debian;
- Arch Linux — дистрибутив Linux;
- Debian — дистрибутив Linux;
- Drizzle — система управління базами даних, форк MySQL;
- Drupal — система керування вмістом;
- FFmpeg — набір бібліотек для роботи з аудіо і відео;
- Fluxbox — менеджер вікон X Window System;
- freedesktop.org — ініціативна група зі стандартизації різних графічних середовищ користувача для операційних систем POSIX;
- FreedomBox[en] — громадський проєкт з розробки, проєктування та просування персональних серверів, на яких запущено вільне програмне забезпечення для забезпечення роботи розподіленої соціальної мережі, електронної пошти та аудіо/відео зв'язку;
- Fresco[ru] — проект віконного інтерфейсу, який міг би замінити X Window System (не підтримується);
- Gallery[en] — проект для керування та публікації цифрових фотографій і відеокліпів за допомогою опублікування їх на вебсервері;
- GNUstep — вільна реалізація OpenStep[en];
- GNU TeXmacs — платформа для підготовки і редагування документів зі спеціальними можливостями для науковців;
- haskell.org — організація, що представляє open source спільноту Haskell; Haskell — чисту[en] функціональну мову програмування загального призначення;
- Jenkins — інструмент незперервної інтеграції, форк Hudson[ru] ;
- LibreOffice — офісний пакет, форк OpenOffice.org;
- madwifi-project.org — група волонтерів, яка розробляє драйвери Linux для пристроїв WLAN, заснованих на чипсетах Atheros;
- OFTC[en]
- OpenVAS — сканер безпеки, форк вільної версії Nessus;
- Open Bioinformatics Foundation[en]
- Open64 — відкритий оптимізувальний компілятор під архітектури Intel IA-64 (Itanium) і x86-64;
- OpenWrt — прошивка, заснована на Linux, для домашніх маршрутизаторів (роутерів);
- OSUNIX
- Path64
- PostgreSQL — вільна об'єктно-реляційна система керування базами даних (СКБД);
- Privoxy — вільний вебпроксі;
- The HeliOS Project[en]
- TideSDK
- Tux4Kids — проєкт з розробки якісного програмного забезпечення для дітей;
- YafaRay — вільна програма трасування променів.

## Рада директорів
Нині[коли?] організація складається з:
- Президент — Bdale Garbee
- Віце-президент — Joerg Jaspert
- Секретар — Jonathan McDowell
- Фінансовий керівник
- Рада директорів:
  - Joshua D. Drake
  - David Graham
  - Jimmy Kaplowitz
  - Martin Zobel-Helas
- Консультанти:
  - Юридичний консультант — Gregory Pomerantz
  - Лідер проєкту Debian